# Lijst van onderscheidingen van de 5. SS-Panzer-Division Wiking
Dit is een lijst van onderscheidingen van de 5. SS-Panzer-Division Wiking.

## Dragers van de Gesp voor Frontdienst

### In goud
- Franz Bachler, SS-Unterscharführer, SS Panzer-Pionier-Batallion Wiking[1]
- Ernst Becker, SS-Oberscharführer, SS Panzergrenadier-Regiment 9[2]
- Oswald Gödel, SS-Unterscharführer, SS Panzergrenadier-Regiment 9[3]
- Franz Hack, SS-Obersturmbannführer, SS Panzergrenadier-Regiment 10[4]
- Adolf Hermann, SS-Oberscharführer, SS Panzergrenadier-Regiment 9[5]
- Franz Homolka, SS-Unterscharführer, SS Panzergrenadier-Regiment 9[6]
- Karl Jira, SS-Obersturmführer, SS Panzer-Aufklärungs-Abteilung 5[7]
- Hans Juchem, SS-Hauptsturmführer, SS Panzergrenadier-Regiment 9[8]
- Alfred Mees, SS-Rottenführer, SS Panzer-Pionier-Batallion 5[9]
- Werner Metz, SS-Obersturmführer, SS Panzer-Pionier-Batallion 5[10]
- Werner Meyer, SS-Obersturmführer, SS Panzergrenadier-Regiment 9[11]
- Gerd Müllenbach, SS-Oberscharführer, SS Panzer-Pionier-Batallion 5[12]
- Arnold Müller, SS-Oberscharführer, SS Panzer-Pionier-Batallion 5[13]
- Soltan Papp, SS-Unterscharführer, SS Panzergrenadier-Regiment 9[14]
- Ludwig Rappl, SS-Hauptscharführer, SS Panzer-Pionier-Batallion 5[15]
- Willi Rock, SS-Oberscharführer, SS Panzer-Pionier-Batallion 5[16]
- Gustav Schreiber, SS-Unterscharführer, SS Panzergrenadier-Regiment 9[17]
- Erich Stichnoth, SS-Obersturmführer, SS Panzer-Aufklärungs-Abteilung 5[18]
- Günther Theismann, SS-Oberscharführer, SS Panzergrenadier-Regiment 9[19]
- Julius Weck, SS-Obersturmführer, SS Panzer-Pionier-Batallion 5[20]

## Dragers van het Aanbevelingscertificaat voor de Opperbevelhebber van het Duitse Leger
- Karl-Heinz Bühler, SS-Sturmbannführer, SS Panzer-Artillerie-Regiment 5[21]
- Hans Bünning, SS-Obersturmbannführer, SS Panzer-Artillerie-Regiment 5[22]
- Willi Hein, SS-Untersturmführer, SS Panzer-Regiment 5[23]
- Karl Holemar, SS-Sturmman, 8. Kompanie, II. Bataillon, SS-Infanterie-Regiment "Westland"[24]
- Fritz Zäh, SS-Hauptsturmführer, SS Panzer-Artillerie-Regiment 5[25]

## Dragers van het Duits Kruis

### In goud
- Günther Adolph, SS-Untersturmführer, SS Panzergrenadier-Regiment 10[26]
- Carl Albers, SS-Oberscharführer, SS Panzergrenadier-Regiment Germania[27]
- Heino Albrecht, SS-Obersturmführer, SS Artillerie-Regiment 5[28]
- Harro André, SS-Obersturmführer, SS Panzergrenadier-Regiment Germania[29]
- Walter Balduff, SS-Hauptscharführer, SS Panzer-Artillerie-Regiment 5[30]
- Paul Barten, SS-Untersturmführer, SS Panzergrenadier-Regiment Germania[31]
- Wilhelm Bartols, Leutnant, SS Panzer-Jäger-Abteilung 5[32]
- Josef Bäurle, SS-Hauptsturmführer, SS Schutz-Regiment Westland[33]
- Hans-Günter Bernau, SS-Hauptsturmführer, SS Artillerie-Regiment 5[34]
- Erich Bock, SS-Oberscharführer, SS Panzer-Regiment 5[35]
- Otto Brieger, SS-Oberscharführer, SS Panzer-Artillerie-Regiment 5[36]
- Arnold Bruder, SS-Oberscharführer, SS Panzer-Artillerie-Regiment 5[37]
- Karl-Heinz Bühler, SS-Sturmbannführer, SS Panzer-Artillerie-Regiment 5[21]
- Hans Bünning, SS-Obersturmbannführer, SS Panzer-Artillerie-Regiment 5[22]
- Josef Casper, SS-Hauptscharführer, SS Panzergrenadier-Regiment 9[38]
- Otto Cramm, SS-Obersturmführer, SS Panzer-Artillerie-Regiment 5[39]
- Heinrich Debus, SS-Untersturmführer, SS Aufklärungs-Abteilung 5[40]
- August Dieckmann, SS-Sturmbannführer, SS Panzergrenadier-Regiment 9[41]
- Hans Dorr, SS-Obersturmführer, SS Panzergrenadier-Regiment 9[42]
- Hans Drexel, SS-Obersturmführer, SS Panzergrenadier-Regiment 9[43]
- Johann Eidens, SS-Untersturmführer, SS Panzergrenadier-Regiment 10[44]
- Eugen Faas, SS-Hauptscharführer, SS Panzer-Regiment 5[45]
- Werner Fecke, Dr., SS-Sturmbannführer, SS Sanität-Abteilung 5[46]
- Alfons Fietz, SS-Hauptscharführer, SS Panzergrenadier-Regiment 9[47]
- Alfred Fischer, SS-Hauptsturmführer, SS Artillerie-Regiment 5[48]
- Hans Fischer, SS-Oberscharführer, SS Panzer-Regiment 5[49]
- Paul Fischer, SS-Hauptsturmführer, SS Panzer-Artillerie-Regiment 5[50]
- Hans Flügel, SS-Obersturmführer, SS Panzer-Abteilung 5[51]
- Johann Foditsch, SS-Unterscharführer, SS Panzergrenadier-Regiment 10[52]
- Kurt Gattinger, SS-Hauptsturmführer, SS Artillerie-Regiment 5[53]
- Anton Geiger, SS-Unterscharführer, SS Artillerie-Regiment 5[54]
- Erich Gerdes, SS-Untersturmführer, SS Panzergrenadier-Regiment 10[55]
- Harald Gerres, SS-Hauptsturmführer, SS Panzergrenadier-Regiment 10[56]
- Herbert Otto Gille, SS-Oberführer, SS Artillerie-Regiment 5[57][58]
- Hans Giwer, SS-Obersturmführer, SS Panzer-Jäger-Abteilung 5[59]
- Hans Gotthardt, SS-Hauptscharführer, SS Schutz-Regiment Westland[60]
- Alfred Großrock, SS-Oberscharführer, SS Panzer-Regiment 5[61]
- Werner Gruben, SS-Untersturmführer, SS Schutz-Regiment Westland[62]
- Heinrich Gunkel, SS-Obersturmführer, SS Panzergrenadier-Regiment 10[63]
- Helmut Gutowski, SS-Obersturmführer, SS Panzergrenadier-Regiment 9[64]
- Peter Gütt, SS-Untersturmführer, SS Panzer-Artillerie-Regiment 5[65]
- Franz Hack, SS-Obersturmbannführer, SS Panzergrenadier-Regiment 10[4]
- Philip Hajo von Hadeln, Dr., SS-Hauptsturmführer, SS Panzergrenadier-Regiment 9[66]
- Heinz Hämel, SS-Hauptscharführer, SS Panzergrenadier-Regiment 10[67]
- Fritz Hahl, SS-Obersturmführer, SS Panzergrenadier-Regiment 10[68]
- Friedrich Hannes, SS-Hauptsturmführer, SS Panzergrenadier-Regiment 9[69]
- Ernst Harbort, SS-Unterscharführer, SS Panzergrenadier-Regiment 9[70]
- Alfred Haus, SS-Obersturmführer, SS Infanterie-Regiment Germania[71]
- Karl Hauschild, SS-Obersturmführer, SS Schutz-Regiment Westland[72]
- Heinrich Heck, SS-Hauptscharführer, SS Aufklärungs-Abteilung 5[73]
- Eberhardt Heder, SS-Obersturmführer, SS Pionier-Batallion 5[74]
- Willi Hein, SS-Untersturmführer, SS Panzer-Regiment 5[23]
- Ernst Heindl, SS-Hauptsturmführer, SS Panzergrenadier-Regiment 10[75]
- Adolf Hermann, SS-Oberscharführer, SS Panzergrenadier-Regiment 9
- Helmut Hess, SS-Oberscharführer, SS Aufklärungs-Abteilung 5[76]
- Bruno Hinz, SS-Untersturmführer, SS Panzergrenadier-Regiment 10[77]
- Franz Homolka, SS-Unterscharführer, SS Panzergrenadier-Regiment 9[6]
- Heinrich Hopfenmüller, SS-Hauptscharführer, SS Schutz-Regiment Westland[78]
- Heinz Horstmann, SS-Obersturmführer, SS Infanterie-Regiment Westland[79]
- Willi Huber, SS-Hauptsturmführer, SS Artillerie-Regiment 5[80]
- Hubbert Hüppe, SS-Sturmbannführer, SS Panzer-Nachrichten-Abteilung 5[81]
- Walter Iden, SS-Obersturmführer, SS Panzergrenadier-Regiment 9[82]
- Wener Jäck, SS-Oberscharführer, SS Panzergrenadier-Regiment 10[83]
- Gunther Jahnke, SS-Obersturmführer, Stab der division[84]
- Karl Jauss, SS-Oberscharführer, SS Panzer-Regiment 5[85]
- Fredrik Jensen, SS-Obersturmführer, Panzergrenadier-Regiment 9[86]
- Karl Jira, SS-Obersturmführer, SS Panzer-Aufklärungs-Abteilung 5[7]
- Wolfgang Joerchel, SS-Sturmbannführer, SS Panzergrenadier-Regiment 9[87]
- Hans Juchem, SS-Hauptsturmführer, SS Panzergrenadier-Regiment 9[8]
- Helmut Jungnickel, SS-Unterscharführer, SS Panzergrenadier-Regiment 10[88]
- Kurt Kammer, SS-Hauptscharführer, SS Panzergrenadier-Regiment 9[89]
- Hermann Kaufman, SS-Obersturmführer, SS Panzer-Aufklärungs-Abteilung 5[90]
- Karl-Heinz Kempcke, SS-Untersturmführer, SS Panzergrenadier-Regiment 9[91]
- Ludwig Kepplinger, SS-Obersturmführer, SS Panzergrenadier-Regiment 10[92]
- Otto Klein, SS-Obersturmführer, SS Panzergrenadier-Regiment 9[93]
- Lambert Klingenschmid, SS-Oberscharführer, SS Panzergrenadier-Regiment 10[94]
- Willi Klose, Willi, SS-Hauptsturmführer, SS Panzergrenadier-Regiment 9[95]
- Konrad Köhle, SS-Unterscharführer, SS Panzer-Artillerie-Regiment 5[96]
- Hans Köller, SS-Sturmbannführer, SS Panzer-Regiment 5[97]
- Heinzwolf Kölzig, SS-Obersturmführer, SS Panzergrenadier-Regiment 9[98]
- Wilhelm Körbel, SS-Hauptsturmführer, SS Panzergrenadier-Regiment 10[99]
- Eugen Koller, SS-Hauptscharführer, SS Panzergrenadier-Regiment Nordland[100]
- Erwin Kometer, SS-Unterscharführer, SS Panzer-Artillerie-Regiment 5[101]
- Walter Krausch, SS-Oberscharführer, SS Panzergrenadier-Regiment 10[102]
- Albrecht Krügel, SS-Hauptsturmführer, SS Panzergrenadier-Regiment Nordland[103]
- Martin Kruse, SS-Hauptsturmführer, SS Panzergrenadier-Regiment 9[104]
- Wilhelm von Kulesza, Dr., SS-Hauptsturmführer, SS Panzergrenadier-Regiment 10[105]
- Adolf Laible, SS-Obersturmführer, SS Flak-Abteilung 5[106]
- Fritz Laug, SS-Oberscharführer, SS Artillerie-Regiment 5[107]
- Andreas Lebkücher, SS-Hauptscharführer, SS Aufklärungs-Abteilung 5[108]
- Fritz Leisterer, SS-Hauptscharführer, SS Panzergrenadier-Regiment 10[109]
- Karl-Heinz Lichte, SS-Obersturmführer, SS Panzer-Regiment 5[110]
- Ludwig Lieb, SS-Untersturmführer, SS Panzergrenadier-Regiment 10[111]
- Alois Locker, SS-Oberscharführer, SS Panzergrenadier-Regiment 10[112]
- Hanns Lohmann, SS-Hauptsturmführer, SS Infanterie-Regiment Nordland[113]
- Josef Loibl, SS-Hauptscharführer, SS Panzer-Pionier-Batallion 5[114]
- Gerhard Lotze, SS-Untersturmführer, SS Panzergrenadier-Regiment 9[115]
- Hubert Ludwigs, SS-Oberscharführer, SS Panzergrenadier-Regiment 10[116]
- Gerhard Mahn, SS-Untersturmführer, SS Panzergrenadier-Regiment 9[117]
- Ferdinand Marquardt, SS-Oberscharführer, SS Panzergrenadier-Regiment 10[118]
- Josef Martin, SS-Obersturmführer, SS Panzer-Regiment 5[119]
- Paul Massell, SS-Obersturmbannführer, SS Panzergrenadier-Regiment 10[120]
- Fritz May, SS-Hauptsturmführer, SS Panzergrenadier-Regiment 9[121]
- Rudolf Meier, SS-Untersturmführer, SS Panzergrenadier-Regiment 10[122]
- Hans Meinköhn, SS-Obersturmführer, SS Panzergrenadier-Regiment 9[123]
- Richard Mellinghaus, SS-Obersturmführer, SS Infantertie-Regiment Nordland[124]
- Werner Meyer, SS-Obersturmführer, SS Panzergrenadier-Regiment 9[11]
- Leopold Mittelbacher, SS-Obersturmführer, SS Panzer-Regiment 5[125]
- Hans Mozisch, SS-Oberscharführer, SS Panzer-Artillerie-Regiment 5[126]
- August Mühlinghaus, SS-Obersturmführer, SS Infanterie-Regiment Nordland[127]
- Wilhelm Müller, SS-Hauptsturmführer, SS Artillerie-Regiment 5[128]
- Walter Multhoff, SS-Obersturmführer, SS Panzer-Regiment 5[129]
- Hermann Murthum, SS-Hauptsturmführer, SS Artillerie-Regiment 5[130]
- Josef Neswadba, SS-Oberscharführer, SS Panzergrenadier-Regiment 10[131]
- Karl Nicolussi-Leck, SS-Obersturmführer, SS Panzer-Regiment 5[132]
- Heinz Niekamp, SS-Obersturmführer, SS Panzer-Aufklärungs-Abteilung 5[133]
- Kurt Nimtz, SS-Hauptscharführer, SS Panzergrenadier-Regiment 9[134]
- Herbert Oeck, SS-Hauptsturmführer, SS Panzer-Jäger-Abteilung 5[135]
- Ola Olin, SS-Obersturmführer, SS Panzer-Regiment 5[136]
- Otto Paetsch, SS-Sturmbannführer, SS Aufklärungs-Abteilung 5[137]
- Helmut Pförtner, SS-Untersturmführer, SS Panzergrenadier-Regiment 9[138]
- Artur Pianka, SS-Oberscharführer, SS Panzergrenadier-Regiment 9[139]
- Franz Pleiner, SS-Hauptsturmführer, SS Panzergrenadier-Regiment 9[140]
- Harry Polewacz, SS-Sturmbannführer, SS Infanterie-Regiment Nordland[141]
- Joachim Porsch, SS-Obersturmführer, SS Infanterie-Regiment Nordland[142]
- Herbert Ramelkamp, SS-Obersturmführer, SS Panzer-Artillerie-Regiment 5[143]
- Walter Richert, SS-Oberscharführer, SS Panzer-Artillerie-Regiment 5[144]
- Joachim Richter, SS-Obersturmbannführer, SS Artillerie-Regiment 5[145]
- Erich Rosenbusch, SS-Hauptsturmführer, SS Infanterie-Regiment Nordland[146]
- Franz Rothofer, SS-Hauptscharführer, SS Artillerie-Regiment 5[147]
- Werner Rutzen, SS-Untersturmführer, SS Panzergrenadier-Regiment 9[148]
- Siegfried Scheibe, SS-Hauptsturmführer, SS Panzergrenadier-Regiment 9[149]
- Otto Schicker, SS-Untersturmführer, SS Panzer-Regiment 5[150]
- Helmut Schlupp, SS-Hauptsturmführer, SS Panzergrenadier-Regiment 10[151]
- Walter Schmidt, SS-Hauptsturmführer, SS Panzergrenadier-Regiment 10[152]
- Heinrich Schmits, SS-Hauptscharführer, SS Panzergrenadier-Regiment 9[153]
- Wolf Schneider, SS-Hauptsturmführer, SS Panzer-Regiment 5[154]
- Manfred Schönfelder, SS-Hauptsturmführer, SS Panzergrenadier-Regiment 9[155]
- Paul Scholven, SS-Hauptsturmführer, SS Panzergrenadier-Regiment 9[156]
- Fritz von Scholz, SS-Standartenführer, SS Infanterie-Regiment Nordland[157]
- Fritz Schraps, SS-Obersturmführer, SS Pionier-Batallion 5[158]
- Gustav Schreiber, SS-Unterscharführer, SS Panzergrenadier-Regiment 9[17]
- Max Schreier, SS-Hauptscharführer, SS Panzergrenadier-Regiment 10[159]
- Karl-Willi Schulze, SS-Sturmbannführer[160]
- Kurt Schumacher, SS-Untersturmführer, SS Panzer-Regiment 5[161]
- Richard Schust, SS-Obersturmführer, SS Aufklärungs-Abteilung 5[162]
- Willi Schweiß, SS-Unterscharführer, SS Panzer-Regiment 5[163]
- Paul Senghas, SS-Hauptscharführer, SS Panzer-Regiment 5[164]
- Gerhard Siewert, SS-Oberscharführer, SS Panzergrenadier-Regiment 9[165]
- Hans Sigmund, SS-Oberscharführer, SS Panzergrenadier-Regiment 9[166]
- Richard Spörle, SS-Obersturmführer, SS Infanterie-Regiment Nordland[167]
- Felix Steiner, SS-Brigadeführer und Generalmajor der Waffen-SS[168]
- Fritz Steinert, SS-Sturmbannführer, SS Panzergrenadier-Regiment 10[169]
- Wulf Stender, SS-Oberscharführer, SS Panzergrenadier-Regiment 9[170]
- Erich Stichnoth, SS-Obersturmführer, SS Panzer-Aufklärungs-Abteilung 5[18]
- Arnold Stoffers, SS-Hauptsturmführer, SS Infanterie-Regiment Nordland[171]
- Wilhelm Stürzenbaum, SS-Hauptsturmführer, SS Panzergrenadier-Regiment 9[172]
- Josef Styr, SS-Oberscharführer, SS Panzergrenadier-Regiment 9[173]
- Rudolf Süchting, SS-Unterscharführer, SS Panzer-Artillerie-Regiment 5[174]
- Kurt Swatosch, SS-Unterscharführer, SS Panzer-Regiment 5
- Günther Theissman, SS-Oberscharführer
- Hans Thon, Dr., SS-Sturmbannführer, SS Sanitäts-Abteilung 5[175]
- Johann Velde, SS-Obersturmführer, SS Panzergrenadier-Regiment 9[176]
- Jürgen Wagner, SS-Standartenführer, SS Panzergrenadier-Regiment 9[177]
- Willi Wagner, SS-Hauptsturmführer, SS Infanterie-Regiment 5[178]
- Kurt Walther, SS-Hauptsturmführer, SS Panzergrenadier-Regiment 9[179]
- Günter Wannhöfer, SS-Obersturmführer, SS Pionier-Batallion 5[180]
- Werner Weber, SS-Unterscharführer, SS Panzer-Artillerie-Regiment 5[181]
- Julius Weck, SS-Obersturmführer, SS Panzer-Pionier-Batallion 5[20]
- Hans Weerts, SS-Obersturmführer, SS Panzer-Regiment 5[182]
- Gottlieb Weißschuh, SS-Oberscharführer, SS Panzer-Regiment 5[183]
- Werner Westphal, SS-Hauptsturmführer[184]
- Oskar Wittich, SS-Sturmbannführer, SS Panzer-Artillerie-Regiment 5[185]
- Fritz Wolf, SS-Obersturmführer, SS Panzer-Regiment 5[186]
- Johann Wolf, SS-Oberscharführer, SS Panzer-Regiment 5[187]
- Ludwig Wolf, SS-Obersturmführer, SS Panzer-Artillerie-Regiment 5[188]
- Hermann Wolters, SS-Untersturmführer, SS Panzergrenadier-Regiment 9[189]
- Friedrich Zäh, SS-Obersturmführer, SS Artillerie-Regiment 5[25]

## In zilver
- Siegfried Muster, Dr., SS-Sturmbannführer, SS Panzer-Artillerie-Regiment 5[190]
- Hubert Schopper, Dr., SS-Hauptsturmführer, SS Panzer-Artillerie-Regiment 5[191]
- Erich Weisse, SS-Obersturmführer, SS Panzer-Regiment 5[192]

## Dragers van de Erebladgesp
- Hans-Günter Bernau, SS-Hauptsturmführer, SS Artillerie-Regiment 5[34][193]
- Heinz Fechtner, SS-Untersturmführer, SS Infanterie-Regiment Nordland[194]
- Herbert Genz, SS-Unterscharführer, SS Panzer-Regiment 5[195][196]
- Adolf Harbich, SS-Unterscharführer, SS Panzergrenadier-Regiment 9[197][193]
- Willi Hein, SS-Untersturmführer, SS Panzer-Regiment 5[23][198]
- Otto Klein, SS-Obersturmführer, SS Panzergrenadier-Regiment 9[93][198]
- Kallevo Könönen, SS-Rottenführer, SS Panzergrenadier-Regiment Nordland
- Fritz Lassmann, SS-Scharführer, SS Panzergrenadier-Regiment 9[199][193]
- August Mühlinghaus, SS-Obersturmführer, SS Infanterie-Regiment Nordland[127][193]
- Franz Pleiner, SS-Hauptsturmführer, SS Panzergrenadier-Regiment 9[140]
- Yrjö Pyyhtiä, SS-Schütze, SS Infanterie-Regiment Nordland[200][193]
- Siegfried Selle, SS-Hauptsturmführer, SS Panzergrenadier-Regiment 9[201]
- Josef Styr, SS-Oberscharführer, SS Panzergrenadier-Regiment 9[173][198]
- Johann Velde, SS-Obersturmführer, SS Panzergrenadier-Regiment 9[176][196]
- Jan Pieter Vincx, SS-Untersturmführer, SS Panzer-Artillerie-Regiment 5[202]

## Dragers van het Ridderkruis van het IJzeren Kruis
- Helmut Bauer, SS-Oberscharführer, SS Panzer-Regiment 5[203][204]
- Fritz Biegi, SS-Oberscharführer, SS Panzergrenadier-Regiment 9[205]
- Fritz Darges, SS-Obersturmbannführer, SS Panzer-Regiment 5[206][207]
- Heinrich Debus, SS-Untersturmführer, SS Aufklärungs-Abteilung 5[208][209]
- Léon Degrelle, SS-Hauptsturmführer, SS Freiwilligen-Sturmbrigade Wallonien[210][211]
- Hans Drexel, SS-Obersturmführer, SS Panzergrenadier-Regiment 9[212][213]
- Georg Eberhardt, SS-Sturmbannführer, SS Panzergrenadier-Batallion Narwa[214][215]
- Fritz Ehrath, SS-Obersturmbannführer, SS Panzergrenadier-Regiment 9[216][217]
- Hugo Eichhorn, SS-Hauptsturmführer, SS Pionier-Batallion 5[218][217]
- Willi Eßlinger, SS-Hauptscharführer, SS Panzer-Jäger-Abteilung 5[219][220]
- Markus Faulhaber, SS-Obersturmführer, SS Panzergrenadier-Regiment 9[221][222]
- Hans Flügel, SS-Obersturmführer, SS Panzer-Abteilung 5[223][224]
- Egon Franz, SS-Unterscharführer, SS Panzergrenadier-Regiment 9[225][226]
- Alfred Goßrock, SS-Oberscharführer, SS Panzer-Regiment 5[227]
- Franz Hack, SS-Obersturmbannführer, SS Panzergrenadier-Regiment 10[228][229]
- Eberhardt Heder, SS-Obersturmführer, SS Pionier-Batallion 5[230][231]
- Willy Hein, SS-Untersturmführer, SS Panzer-Regiment 5[232][233]
- Bruno Hinz, SS-Untersturmführer, SS Panzergrenadier-Regiment 10[234][235]
- Hans Juchem, SS-Hauptsturmführer, SS Panzergrenadier-Regiment 9[236][237]
- Soeren Kam, SS-Untersturmführer, SS Panzergrenadier-Regiment 9[238][239]
- Gerhard Lotze, SS-Untersturmführer, SS Panzergrenadier-Regiment 9[240][241]
- Werner Meyer, SS-Obersturmführer, SS Panzergrenadier-Regiment 9[216][242]
- Albert Müller, SS-Hauptsturmführer, SS Panzergrenadier-Regiment 10[214][243]
- Heinz Murr, SS-Haupsturmführer, SS Panzergrenadier-Regiment 9[230][244]
- Karl Nicolussi-Leck, SS-Obersturmführer, SS Panzer-Regiment 5[245][246]
- Helmut Pförtner, SS-Untersturmführer, SS Panzergrenadier-Regiment 9[247][248]
- Karl Picus, SS-Obersturmführer, SS Panzer-Regiment 5[249][250]
- Erwin Reichel, SS-Sturmbannführer, SS Panzergrenadier-Regiment 10[251][252]
- Hugo Ruf, SS-Oberscharführer, SS Panzer-Regiment 5[225][253]
- Max Schäfer, SS-Obersturmbannführer, SS Pionier-Batallion 5[254][255]
- Karl Schlamelcher, SS-Hauptsturmführer, SS Artillerie-Regiment 5[256][257]
- Alois Schnaubelt, SS-Unterscharführer, SS Flak-Abteilung 5[258][259]
- Otto Schneider, SS-Obersturmführer, SS Panzer-Regiment 5[260][261]
- Manfred Schönfelder, SS-Hauptsturmführer, SS Panzergrenadier-Regiment 9[262][263]
- Fritz von Scholz, SS-Standartenführer, SS Infanterie-Regiment Nordland[264][265]
- Gustav Schreiber, SS-Unterscharführer, SS Panzergrenadier-Regiment 9[266][267]
- Kurt Schumacher, SS-Untersturmführer, SS Panzer-Regiment 5[268][269]
- Hans Sigmund, SS-Oberscharführer, SS Panzergrenadier-Regiment 9[270][271]
- Günther Sitter, SS-Hauptsturmführer, SS Panzergrenadier-Regiment 10[272][273]
- Josef Styr, SS-Oberscharführer, SS Panzergrenadier-Regiment 9[249][274]
- Paul Trabandt, SS-Hauptscharführer, SS Panzer-Jäger-Abteilung 5[275][276]
- Jürgen Wagner, SS-Standartenführer, SS Panzergrenadier-Regiment 9[277][278]
- Erich Zepper, SS-Hauptscharführer, SS Panzergrenadier-Regiment 10[279][280]

### Met Eikenloof
- August Dieckmann, SS-Sturmbannführer, SS Panzergrenadier-Regiment 9[281][282]
- Hans Dorr, SS-Obersturmführer, SS Panzergrenadier-Regiment 9[283][284]
- Johannes-Rudolf Mühlenkamp, SS-Standartenführer[285][286]
- Walter Schmidt, SS-Hauptsturmführer, SS Panzergrenadier-Regiment 10[287][288]
- Felix Steiner, SS-Brigadeführer und Generalmajor der Waffen-SS[289][290]
- Fritz Vogt, SS-Hauptsturmführer, SS Panzergrenadier-Regiment 23[291][292]

### Met Diamanten
- Herbert Otto Gille, SS-Oberführer, SS Artillerie-Regiment 5[293][58]

## Dragers van de Finse Orde van het Vrijheidskruis

### 1e Klasse en met Zwaarden
- Herbert Otto Gille, SS-Oberführer, SS Artillerie-Regiment 5[57]
- Felix Steiner, SS-Brigadeführer und Generalmajor der Waffen-SS[168][290]

## Drager van het Ridderkruis voor Oorlogsverdienste

### Met Zwaarden
- Erich Weisse, SS-Obersturmführer, SS Panzer-Regiment 5[294]